# Ivan Margaroli
Ivan Margaroli (ur. 19 lutego 1978) – włoski biegacz narciarski, zawodnik klubu C.S. Fiamme Oro.

## Kariera
W Pucharze Świata Ivan Margaroli zadebiutował 10 grudnia 1999 roku w Sappada, zajmując 88. miejsce na dystansie 15 km techniką dowolną. Pierwsze pucharowe punkty zdobył ponad cztery lata później - 25 stycznia 2004 roku w Val di Fiemme, gdzie zajął 21. pozycję na dystansie 70 km techniką klasyczną. W klasyfikacji generalnej został uwzględniony tylko raz - w sezonie 2003/2004, który ukończył na 130. miejscu. Startował także w zawodach cyklu FIS Marathon Cup łącznie dwukrotnie stając na podium, ale nie odniósł zwycięstwa. W grudniu 2004 roku był drugi we włoskim maratonie La Sgambeda, a w styczniu 2005 roku był trzeci w amerykańskim maratonie American Birkebeiner. Pozwoliło mu to zająć siódmą pozycję w klasyfikacji generalnej sezonu 2004/2005. Nigdy nie wziął udziału w igrzyskach olimpijskich ani mistrzostwach świata. W 2005 roku zakończył karierę.

## Osiągnięcia

### Mistrzostwa świata juniorów
| Miejsce | Dzień       | Rok  | Miejscowość  | Konkurencja             | Wynik     | Strata  | Zwycięzca        |
| ------- | ----------- | ---- | ------------ | ----------------------- | --------- | ------- | ---------------- |
| 2.      | 21 stycznia | 1998 | Sankt Moritz | 10 km stylem dowolnym   | 25:27,0   | +3,6    | Andreas Koiser   |
| 3.      | 23 stycznia | 1998 | Sankt Moritz | Sztafeta 4x10 km        | 1:49:26,3 | +32,9   | Czechy           |
| 4.      | 25 stycznia | 1998 | Sankt Moritz | 30 km stylem klasycznym | 1:27:16,9 | +1:06,4 | Aleksiej Łuszkin |

### Puchar Świata

#### Miejsca w klasyfikacji generalnej
- sezon 2003/2004: 130.

#### Miejsca na podium
Margaroli nigdy nie stał na podium indywidualnych zawodów Pucharu Świata.

### FIS Marathon Cup

#### Miejsca w klasyfikacji generalnej
- sezon 2002/2003: 45.
- sezon 2003/2004: 9.
- sezon 2004/2005: 7.

#### Miejsca na podium
| Nr | Dzień      | Rok  | Zawody               | Dystans               | Czas biegu | Strata | Pozycja | Zwycięzca           |
| -- | ---------- | ---- | -------------------- | --------------------- | ---------- | ------ | ------- | ------------------- |
| 1. | 12 grudnia | 2004 | La Sgambeda          | 42 km stylem dowolnym | 1:37:26,1  | +1,8   | 2.      | Gianantonio Zanetel |
| 2. | 26 lutego  | 2005 | American Birkebeiner | 52 km stylem dowolnym | 2:03:14,6  | +56,5  | 3.      | Marco Cattaneo      |